# Алекперов, Ильдар Руслан оглы
Ильда́р Русла́н оглы́ Алекпе́ров (азерб. İldar Ruslan oğlu Ələkbərov; род. 27 апреля 2001, Псков, Россия) — азербайджанский футболист российского происхождения, нападающий клуба «Араз-Нахчыван».

## Карьера
Играл в молодёжке клуба «Псков-747» и академиях питерского футбола — ДЮСШ «Коломяги» и СШОР «Зенит».

### «Строгино»
В феврале 2019 года стал игроком московского «Строгино», где играл за дубль и основную команду. В ПФЛ дебютировал в мае 2019 года в матче против «Динамо-Брянск», заменив Никиту Маркова на 78-й минуте. В Кубке России дебютировал в матче первого круга против клуба «Родина», отметившись голевой передачей.

### «Нефтехимик»
В октябре 2020 года стал игроком нижнекамского «Нефтехимика». Дебютировал в ФНЛ в матче с «Краснодаром-2».

### «Сабах»
В начале августа 2021 года перешёл в азербайджанский «Сабах». В Премьер-лиге Азербайджана дебютировал 21 августа 2021 года в матче с ФК «Сумгаит».

## Карьера в сборной
Играл за сборную России до 18 лет. Выступал за молодёжную сборную Азербайджана.